# Valentino Panciera Besarel
Valentino Panciera detto "Besarel" (Astragal, 29 luglio 1829 – Venezia, 11 dicembre 1902) è stato un intagliatore e scultore italiano.

## Biografia
Nacque in val Zoldana da Giovanni Battista e da Caterina Cordella da Goima. 
"Besarèl" è un soprannome di origine popolare usato per distinguere la famiglia dell'artista da altri ceppi omonimi, ma ha finito per assumere il predominio persino sul cognome, tanto che anche nel mondo artistico è conosciuto semplicemente come "Valentino Besarel". Ultima rappresentante dei Panciera "Besarel" è stata la figlia di Valentino, Caterina, scomparsa nel 1947. I Besarel erano dediti da generazioni alla scultura in legno: intagliatori erano stati il bisnonno Valentino (1747-1811), allievo di Giampaolo Gamba "Zampòl" e discepolo ideale del maestro Andrea Brustolon, il nonno Giovanni (1778-1842) e anche il padre Giovanni Battista (1801-1873); quest'ultimo aveva conseguito una certa fama locale lasciando opere in varie chiese dello Zoldano.
Nonostante ciò la famiglia versava in condizioni di povertà, sicché Valentino non poté avere un'istruzione regolare. Ricevette una prima formazione nella bottega paterna, cui si aggiunse, agli inizi degli anni 1840, una breve frequentazione della scuola del disegnatore bellunese Antonio Federici.
La svolta gli venne dall'incontro con Giuseppe Segusini, il quale lo vide all'opera mentre, al seguito del padre, decorava la chiesa arcidiaconale di Agordo. Grazie all'architetto feltrino ebbe modo di frequentare l'Accademia di Venezia dal 1853 al 1855, sebbene non fosse riuscito a terminare gli studi. Le prime opere autonome, commissionategli sempre mediante il Segusini, furono i santi Pietro e Paolo per l'altare maggiore della parrocchiale di Tiser e i Quattro Evangelisti per la Cattedrale di Belluno (1855-1856).
Al 1890 risale il medaglione bronzeo per il Monumento a Giuseppe Garibaldi di Este.
Il Besarel lavorerà a lungo nella sua terra d'origine, fino al trasferimento a Venezia negli anni sessanta, accolto poi da grandi onori e fama europea, tanto da diventare fornitore ufficiale delle maggiori monarchie del continente. Nemmeno la menomazione toccatagli con la perdita di quattro dita riuscì ad interrompere l'attività di Valentino che, anzi, contagiò ancor più con la sua passione i famigliari, fra cui la figlia Caterina, che alla spigliata inventiva del padre, unì una solida formazione accademica.

## Gli itinerari besareliani

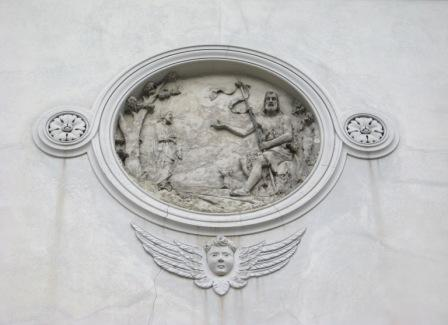
Rosone del 1859, raffigurante Gesù con il Battista, sulla facciata dell'arcipretale di Canale d'Agordo.

La fitta presenza di sculture del Besarel nelle chiese e nei palazzi della zona ha suggerito l'organizzazione di itinerari guidati attraverso i luoghi che custodiscono le sue opere.
Moltissime le località toccate dall'artista: basti ricordare a titolo di esempio la sua presenza in tutti i luoghi di culto di Zoldo e nella gran parte di quelli cadorini, prima fra tutte la chiesa di Vigo con la Pala del Gesù, senza dimenticare le cospicue presenze in Val Belluna, con il famoso tabernacolo nella chiesa di San Rocco nel capoluogo, e nell'Agordino, dove a Canale d'Agordo nel 1859 realizza un rosone in terracotta raffigurante il Battesimo di san Giovanni Battista; anche nell'arcidiaconale di Agordo è conservata una sua celebre Madonna del Rosario. Nella chiesa di Santa Maria Assunta a Blessaglia di Pramaggiore invece è conservata una statua dell'Assunta del 1899.

## Esposizioni
- 1863 Esposizione universale di Vienna
- 1873 Esposizione universale di Filadelfia
- 1874 Esposizione universale di Londra
- 1877 Esposizione universale di Amsterdam
- 1878 Esposizione universale di Parigi
- 1888 Esposizione universale di Barcellona
- 1890 Esposizione italiana di Edimburgo
- 1893 World’s Columbian Exposition di Chicago[1]